# 阿爾卡迪·內米羅夫斯基
阿爾卡迪·內米羅夫斯基（俄语：Аркадий Немировский，羅馬化：Arkadi Nemirovski，1947年3月14日—）是一名俄裔美國數學家，喬治亞理工學院的教授。他一直是連續最佳化領域的領先者，以其在橢球法、現代內點法和強健最佳化的工作而聞名。

## 生平
內米羅夫斯基在1974年獲得莫斯科國立大學的數學博士學位，並在1990年獲得烏克蘭國家科學院模控學研究所的數學科學博士學位，他曾獲得富爾克森獎、丹齊格獎、約翰·馮·諾伊曼理論獎和諾伯特·維納獎等獎項。他因「開發大規模凸優化問題的高效算法」，在2017年當選為美國國家工程院院士，並在2020年當選為美國國家科學院院士。

## 學術研究
內米羅夫斯基在1983年與David Yudin一起首次提出鏡像下降法。
他與尤里·涅斯捷羅夫在1994年的著作中首次指出內點法可以解決凸優化問題，也是第一次對半正定規劃（SDP）進行系統性研究。在這本書中，他們還介紹了自洽函數，這對牛頓法的分析很有幫助。

## 外部連結
- 阿爾卡迪·內米羅夫斯基, Ph.D. – ISyE （页面存档备份，存于）
- 阿爾卡迪·內米羅夫斯基的官方網站 （页面存档备份，存于）
- 阿爾卡迪·內米羅夫斯基－Technion （页面存档备份，存于）
- https://web.archive.org/web/20160513155431/https://www.informs.org/Recognize-Excellence/INFORMS-Prizes-Awards/John-von-Neumann-Theory-Prize